# Frances Nelson
Frances "Fanny" Nelson, vizcondesa Nelson, de soltera Frances Herbert Woolward (1758 - 4 de mayo de 1831), es más conocida como la esposa de Horatio Nelson, el oficial naval británico que obtuvo varias victorias sobre los franceses durante las guerras napoleónicas y revolucionarias francesas.

## Biografía
Nacida de padres adinerados en Nevis, quedó huérfana a una edad bastante joven y se casó con un médico, Josiah Nisbet. La pareja regresó a Inglaterra, pero su esposo falleció al poco tiempo y Frances regresó a Nevis para vivir con su tío, un destacado político de la isla. Allí conoció a Horatio Nelson y se casó con él en 1787. La pareja se mudó a Inglaterra y Fanny estableció una casa y cuidó del anciano padre de su esposo mientras él estaba en el mar. 

## Separación
Según todos los informes, era una esposa devota, pero con el tiempo, Horatio conoció a Emma Hamilton mientras servían en el Mediterráneo, y los dos se embarcaron en una aventura muy pública. Fanny se alejó de su esposo, quien rechazó todo contacto con ella hasta su muerte en la batalla de Trafalgar en 1805. A pesar de esto, Fanny permaneció dedicada a su memoria por el resto de su vida.